# ريد لوتز
ريد لوتز (بالإنجليزية: Red Lutz)‏ هو لاعب كرة قاعدة أمريكي، ولد في 17 ديسمبر 1898 في سينسيناتي في الولايات المتحدة، وتوفي بنفس المكان في 22 فبراير 1984.

## وصلات خارجية
- ريد لوتز على موقعبيزبول رفرنس.كوم (الدوري الرئيسي) (الإنجليزية)